# Typ Drammen
Der kleine Kühlschiffstyp Drammen (auch Drammen Clipper oder Typ Alaskacore insbesondere für die deutschen MFC-Schiffe) gilt mit insgesamt 43 gebauten Einheiten von fünf verschiedenen Bauwerften als weltweit erfolgreichster Kühlschiffsentwurf.

## Einzelheiten
Der Entwurf wurde Ende der 1960er Jahre von der norwegischen Werft Drammen Slip & Verksted aus Drammen für das israelische Fruchttransportunternehmen Maritime Fruit Carriers (MFC) aus Haifa entworfen. Die Typendung „…core“ leitet sich daher auch vom hebräischen Wort für „kalt“ ab. Er war der kleinste und schnellste eines aus drei verschieden großen Kühlschiffstypen bestehenden Programmes, zu dem auch noch der etwas größere Typ Core und der nochmals größere Supercore-Entwurf anderer norwegischer Werften gehörten.
Das Drammen-Design wurde im Laufe der Bauzeit teilweise abgewandelt, so stiegen bei späteren Bauten sowohl die Vermessung, die Tragfähigkeit. Die Leistung der eingesetzten Dieselmotoren hing vom verwendeten Baumuster ab. Die frühen Neubauten wurden beispielsweise von einem Neunzylinder-Dieselmotors Sulzer 9RND68 angetrieben. Spätere Schiffe erhielten den Achtzylinder Sulzer 8RND68 und einige der letzten Einheiten wurden mit einem Sechszylindermotor ausgerüstet.
Eine größere Anzahl der Schiffe des Typs fuhr zeitweise unter deutscher Flagge und war bis zum Zusammenbruch der MFC im Jahr 1976 bei der schwedischen Salén Reederei sowie später bei der Nachfolgegesellschaft, Cool Carriers in Charter. Alleine sieben der Schiffe wurden an die Frigomaris Kühlschiff Reederei in Hamburg geliefert. Die von Intermare bestellten und über ein Steuerabschreibungskonzept finanzierten Schiffe sollen laut Meldung in der Zeitung Die Zeit erheblich überteuert gewesen sein.

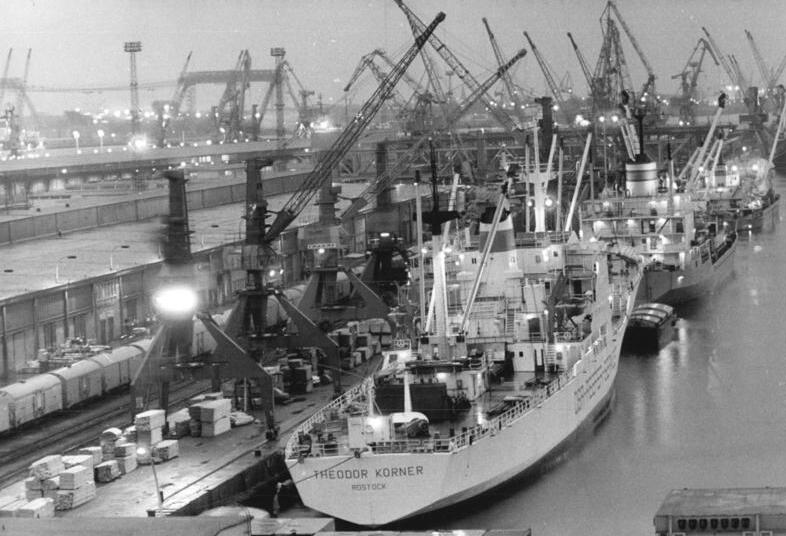
Heckansicht der Theodor Körner

Ab 1972 baute auch die britische Smith’s Dock-Werft den norwegischen Entwurf in Lizenz. Abnehmer waren hier oft die Glasgower Reedereien Coinworth, Island Fruit Reefers Shipping und North West Shipping (nicht immer als Besteller, sondern teils erst bei der Übernahme der fertigen Schiffe).
Auch fuhren vier der Schiffe zeitweise unter der Flagge der DDR. Ernst Moritz Arndt und Gerhart Hauptmann waren Großbritannien-Ankäufe der Smith’s Dock Werft, die anderen beiden Einheiten, die Neubauten Heinrich Heine und Theodor Körner orderte die Deutsche Seereederei bei der norwegischen Framnaes-Werft.
Während die Mehrzahl der Schiffe nach rund 20 bis 25 Jahren verschrottet wurde, erreichten spätere Einheiten oft eine etwas höhere Einsatzzeit. Ein 1972 gebautes Schiff, die ehemalige Lapland, der Frigomaris wurde Mitte der 1990er Jahre zum Viehtransporter umgebaut und blieb trotz ihres außergewöhnlich hohen Alters bis 2014 in Fahrt.

## Die Schiffe (Auswahl)
| Schiffe des Typs Drammen | Schiffe des Typs Drammen          | Schiffe des Typs Drammen | Schiffe des Typs Drammen | Schiffe des Typs Drammen                                                                                  | Schiffe des Typs Drammen |
| Schiffsname              | Bauwerft / Baunummer              | IMO-Nummer               | Indienststellung         | Auftraggeber                                                                                              | Umbenennungen und Verbleib |
| ------------------------ | --------------------------------- | ------------------------ | ------------------------ | --- | --- |
| Golar Nel                | Drammen Slip & Verksted / 63      | 6805464                  | 1968                     | Gotaas-Larsen, Tvedestrand                                                                                | 1975 Brestskaja Krepost, 1990 S. Lucia, Abbruch ab 21. Oktober 1993 |
| Slevik                   | Drammen Slip & Verksted / 65      | 6905290                  | 1969                     | Karlander Reefer, Fredrikstad                                                                             | 1969 Alaskacore, 1975 Alaska, 1979 Alaska I, 1986 Nissos Skopelos, am 15. November 1986 in Position φ 39,42°N; λ 021,24°W gesunken |
| Golar Borg               | Drammen Slip & Verksted / 66      | 7002291                  | 1969                     | Gotaas Larsen, Tvedestrand                                                                                | Am 31. Oktober 1978 auf einer Reise von Rostock nach Havana, 60 Seemeilen westlich der Azoren in Position φ 38°30'N; λ 040°12'W gesunken. |
| Antarcticore             | Drammen Slip & Verksted / 67      | 7006297                  | 30. April 1970           | Frigomaris Kühlschiff Reederei, Hamburg                                                                   | 1975 Antarctic, Nissos Skiathos, Nissos Reefer, 1993 Kollision auf dem Nantong-Fluß (Shanghai) |
| Beringcore               | Drammen Slip & Verksted / 68      | 7024108                  | 18. September 1970       | Frigomaris Kühlschiff Reederei, Hamburg                                                                   | 1975 Bering, 1975 Bonita, am 14. Dezember 1981 in Position φ 50,05°N; λ 002,31°W gesunken |
| Greenlandcore            | Drammen Slip & Verksted / 69      | 7038800                  | 1971                     | Frigomaris Kühlschiff Reederei, Hamburg                                                                   | 1971 Greenland, 1975 Cayman, 1976 Smara, 1988 Ithaka Reefer, 1991 Pacific Trader, 1994 Abbruch in Alang |
| Iceland                  | Drammen Slip & Verksted / 70      | 7107792                  | 17. Juli 1971            | Frigomaris Kühlschiff Reederei, Hamburg                                                                   | 1984 Atitlan, 1985 Iceland, 1985 Urucitrus, 1988 Nissos Naxos 1988 Naxos Reefer, 1991 Atlantic Trader, 1993 Abbruch in Pakistan |
| Nordland                 | Drammen Slip & Verksted / 71      | 7120809                  | 1971                     | Frigomaris Kühlschiff Reederei, Hamburg                                                                   | 1979 Nordland V, 1984 Arawak, 1985 Nordland V, 1987 Nissos Paros, 1989 Arctic C., 1990 Arctic Reefer, am 1. Januar 1994 auf einer Reise von China nach Venezuela in Position φ 29,23°N; λ 133,26°O (etwa 570 Seemeilen südlich von Shikoku) gesunken (17 Todesopfer) |
| Lapland                  | Drammen Slip & Verksted / 72      | 7203663                  | April 1972               | Frigomaris Kühlschiff Reederei, Hamburg                                                                   | 1976 Kungshamn, 1978 Sijilmassa, 1990 Bolivar Trader, 1994 Umbau zum Tiertransporter Farid F 2006 Torrens, am 22. Juli 2014 zum Abbruch verkauft |
| Labrador Clipper         | Drammen Slip & Verksted / 73      | 7217559                  | 1972                     | Maritime Fruit Carriers, Haifa                                                                            | 1976 Tuscan Star, 1980 Chios Pride, 1993 Abbruch in Bombay |
| Kongsfjell               | Drammen Slip & Verksted / 74      | 7230173                  | 1972                     | Trygve Gotaas, Oslo                                                                                       | Golar Ragni, 1975 Ragni Berg, 1977 Sierra Nevada, 1986 ARV Puerto Cabello (T 44), 2004/05 in Puerto Cabello verschrottet |
| London Clipper           | Smith’s Dock Company / 1319       | 7214571                  | 1972                     | Javel Shipping Company, Island Fruit Reefers Shipping Company und North West Shipping Company, Glasgow    | 1976 Salinas, 1978 Tropical Breeze, 1986 Rio Santa Rosa, 1993 Abbruch in Chittagong |
| Glasgow Clipper          | Smith’s Dock Company / 1320       | 7224629                  | 1972                     | Sovertur Shipping Company, North West Shipping Company und Island Fruit Reefers Shipping Company, Glasgow | 1976 Andania, 1981 Europa Freezer, 1985 Balmar, 1986 Pacifico, 1990 Network Stork, 1992 Banana Planter, 1995 Abbruch in Alang |
| Newcastle Clipper        | Smith’s Dock Company / 1322       | 7233747                  | 1973                     | Rockhampton Shipping, Glasgow                                                                             | 1976 Trojan Star, 1980 Chios Clipper, 1992 Frio Clipper, 1994 Roman Hurricane, 1995 Abbruch in Aliağa |
| Golar Girl               | Drammen Slip & Verksted / 75      | 7305760                  | 1973                     | Gotaas Larsen, Tvedestrand                                                                                | 1977 Hilco Girl, 1981 Timur Girl, 1983 Lucky I, 1984 Ciudad de Guayaquil, 1988 Provincia del Guayas, 1995 Baltic Sea, 2009 in Peru verschrottet |
| Cardiff Clipper          | Smith’s Dock Company / 1323       | 7306192                  | 1973                     | Cardigan Bay Shipping Company, Glasgow                                                                    | 1976 Alaunia, 1981 Oceania Freezer, 1986 Frosty, 1987 Ace Frosty, 1988 Frio Bremen, 1994 Golden B, 1998 UB Pearl, 1998 Abbruch in Alang |
| Bristol Clipper          | Smith’s Dock Company / 1324       | 7324089                  | 1973                     | Bristol Maritime Enterprises, Glasgow                                                                     | 1976 King Edmund, 1977 Ernst Moritz Arndt, 1990 Bagno Catarama, 1994 Abbruch in Alang |
| Wild Flamingo            | Drammen Slip & Verksted / 76      | 7325710                  | 1973                     | Federal Steam Navigation                                                                                  | Frio Chile, 1975 Bonita, 1995 Abbruch |
| Wild Fulmar              | Drammen Slip & Verksted / 77      | 7369015                  | 1974                     | Federal Steam Navigation                                                                                  | 1983 Reefer Duku, 1988 Starsea, 1990 Midway, 1990 Feuer und Explosion, aufgelegt, 1992 Abbruch |
| Frigoartico              | Drammen Slip & Verksted / 78      | 7383061                  | 1974                     | Transfruta - Companhia Nacional de Navios Frigoríficos, Lissabon                                          | 1982 Cap Frio, 1985 Tropical Sintra, ab 3. Juni 1999 in Alang verschrottet |
| Frigoantartico           | Drammen Slip & Verksted / 79      | 7383073                  | 1974                     | Transfruta - Companhia Nacional de Navios Frigoríficos, Lissabon                                          | 1984 Cap Ferrato, 1985 Tropical Estoril, ab 7. Juni 2001 in Alang verschrottet |
| Liverpool Clipper        | Smith’s Dock Company / 1325       | 7329352                  | 1974                     | Portland Bay Shipping, Glasgow                                                                            | 1976 King Egbert, 1978 Gerhart Hauptmann, 1990 Bagno Quevado, 1992 Billefrost, 1994 Abbruch in Alang |
| Heinrich Heine           | Framnaes Mekaniske Verksted / 184 | 7383140                  | 30. Juni 1975            | DSR-Lines                                                                                                 | 1990 Bagno El Trunfio, 1994 Metanic, 1996 Nafplio, Abbruch 2004 |
| Theodor Körner           | Framnaes Mekaniske Verksted / 185 | 7383152                  | 19. Dezember 1975        | DSR-Lines                                                                                                 | Am 30. November 1990 bei DSR außer Dienst, an Elmshurst Shipping Ltd., Panama als Bagno Esmeraldas, 1994 als Magellanic, 1995 neu vermessen mit BRZ 6916. 1996 als Argolic, ab 16. Juni 1998 aufgelegt. 1999 als Vista I. Geplant war der Verkauf zum Abbruch, jedoch weiter als Eisha an First Star Transport Inc. Phom Phen. Am 14. September 2001 an Tallinn/Estland zur grundlegenden Überholung, dann weiter in Fahrt., Abbruch ab 30. August 2008 |
| Ifni                     | Drammen Slip & Verksted / 86      | 7383097                  | 1977                     | Compagnie Marocaine de Navigation, Casablanca                                                             | 1990 Brasilia Reefer, 2000 Abbruch in Bombay |
| Imilchil                 | Drammen Slip & Verksted / 82      | 7383102                  | 1976                     | Compagnie Marocaine de Navigation, Casablanca                                                             | Nach Wassereinbruch am 17. August 1990 vor Cristobal 1992 im Schlepp vor Tema gestrandet, Abbruch in Situ |
| Emanuel                  | Drammen Slip & Verksted / 83      | 7411349                  | 1976                     | Maritime Fruit Carriers                                                                                   | 1985 Emanuel B., 1992 Emanuel C., 1995 UB Prince, 2002 Tbreed VII, Abbruch ab 30. Juni 2004 |
| Wild Gannet              | Drammen Slip & Verksted / 84      | 7411351                  | 1977                     | P&O, London                                                                                               | 1983 Reefer Manggis, 1990 Ionic Reefer, 1997 Vergina Reefer, ab 13. Juli 2002 Abbruch in Aliaga |
| Imouzzer                 | Drammen Slip & Verksted / 86      | 7432329                  | 1977                     | Compagnie Marocaine de Navigation, Casablanca                                                             | 1991 Tropicana Reefer, 2002 Abbruch in Aliaga |
| Wild Grebe               | Drammen Slip & Verksted / 85      | 7411363                  | 1978                     | ? | Reefer Nangka, Minoic Reefer, verschrottet |
| Ragni Berg               | Drammen Slip & Verksted / 87      | ?                        | 1978                     | Peter Yberg, Norwegen                                                                                     | 1987 Bahamian Reefer, 12/1988 Otrant Frigo, 1993 Adriatic Trader, 1994 UB Polaris, 11/2002 Tbreed II, ab 26. September 2003 Abbruch in Alang |
| Elisabeth Berg           | Haugesund Mekaniske Verksted / ?  | 7710329                  | 1979                     | Peter Yberg, Norwegen                                                                                     | 1981 Zain Al-Qaws, 2001 Jawaher, 2003 Veesham VI, Abbruch ab 9. Mai 2003 |
| Rio Esmeraldas           | Drammen Slip & Verksted / 90      | 7809687                  | 1979                     | Flota Bananera Ecuatoriana, Guayaquil                                                                     | Isla Fernandina, 1995 Balboa Reefer, 2003 Kirki, 2004 Nordic Cape, Abbruch ab August 2008 in Alang |
| Rio Chone                | Drammen Slip & Verksted / 91      | 7812634                  | 1980                     | Flota Bananera Ecuatoriana, Guayaquil                                                                     | 1989 Isla Genovesa, 1995 Malibu Reefer, 1999 Malicia, 1999 Lilia I, 2002 Ariadne, 2002 Nordic Star, 2008 Abbruch in Chittagong |
| Rio Babahoyo             | Kaldnes Mekaniske Verksted / 214  | 7909803                  | 1980                     | Flota Bananera Ecuatoriana, Guayaquil                                                                     | 1988 Isla Pinta, 1995 Curacao Reefer, 2003 Kalypso, 2004 Nordic Bay, Abbruch in Alang ab August 2008 |
| Rio Palora               | Drammen Slip & Verksted / ?       | ?                        | 1981                     | Flota Bananera Ecuatoriana, Guayaquil                                                                     | Paquisha, Isla Isabela, 1995 Orinoco Reefer, 2004 Orenoco Reefer |

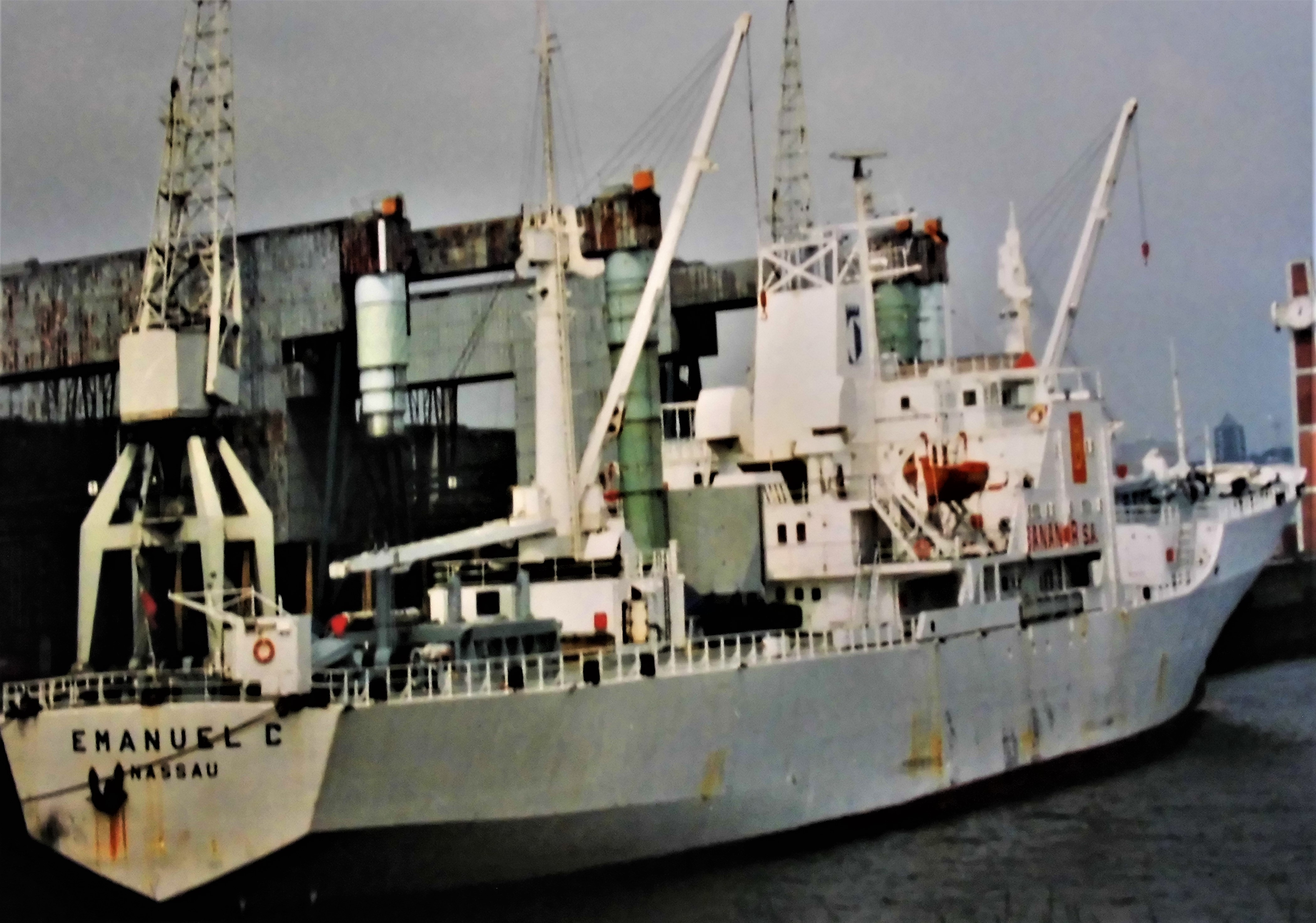
Emanuel C löscht in Hamburg Bananen
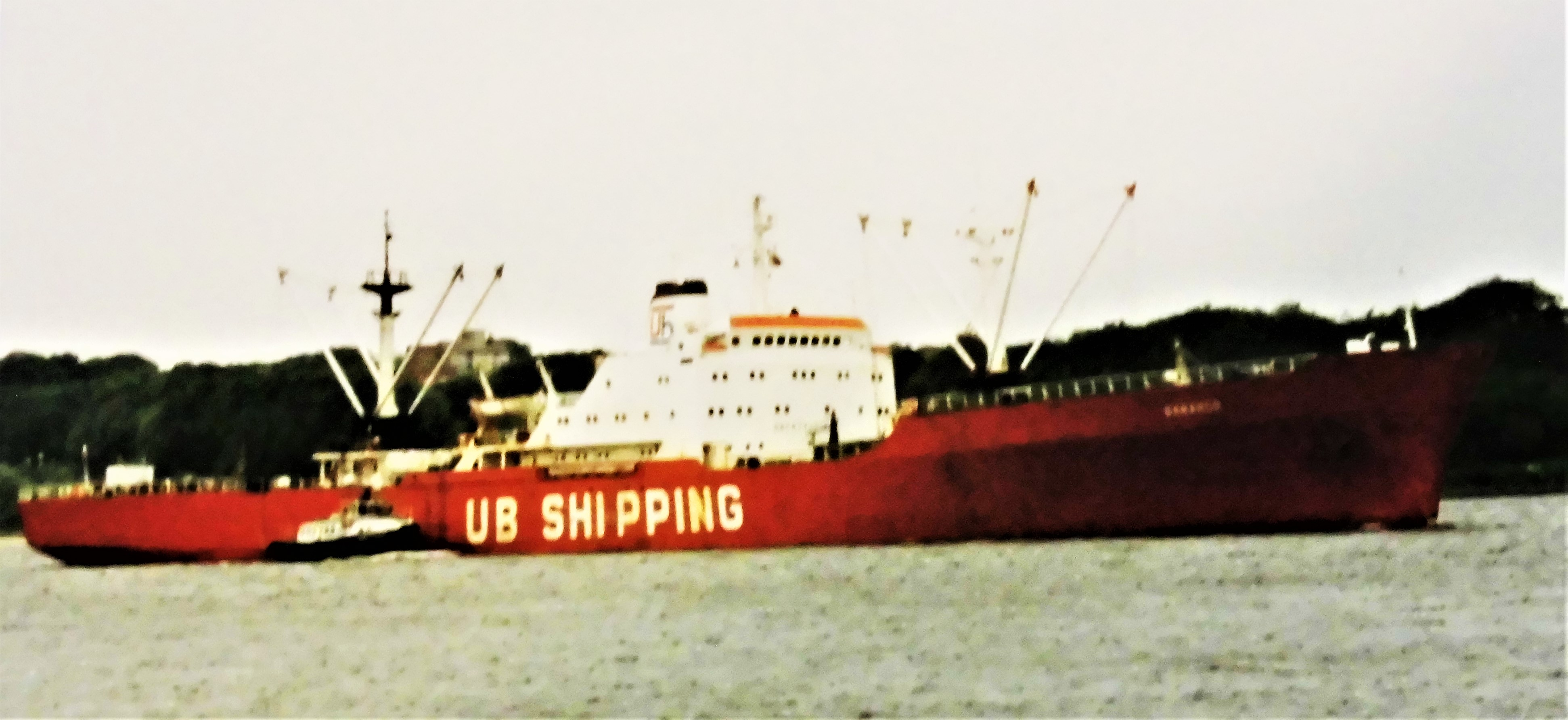
Die Bananor auf den Weg nach Hamburg
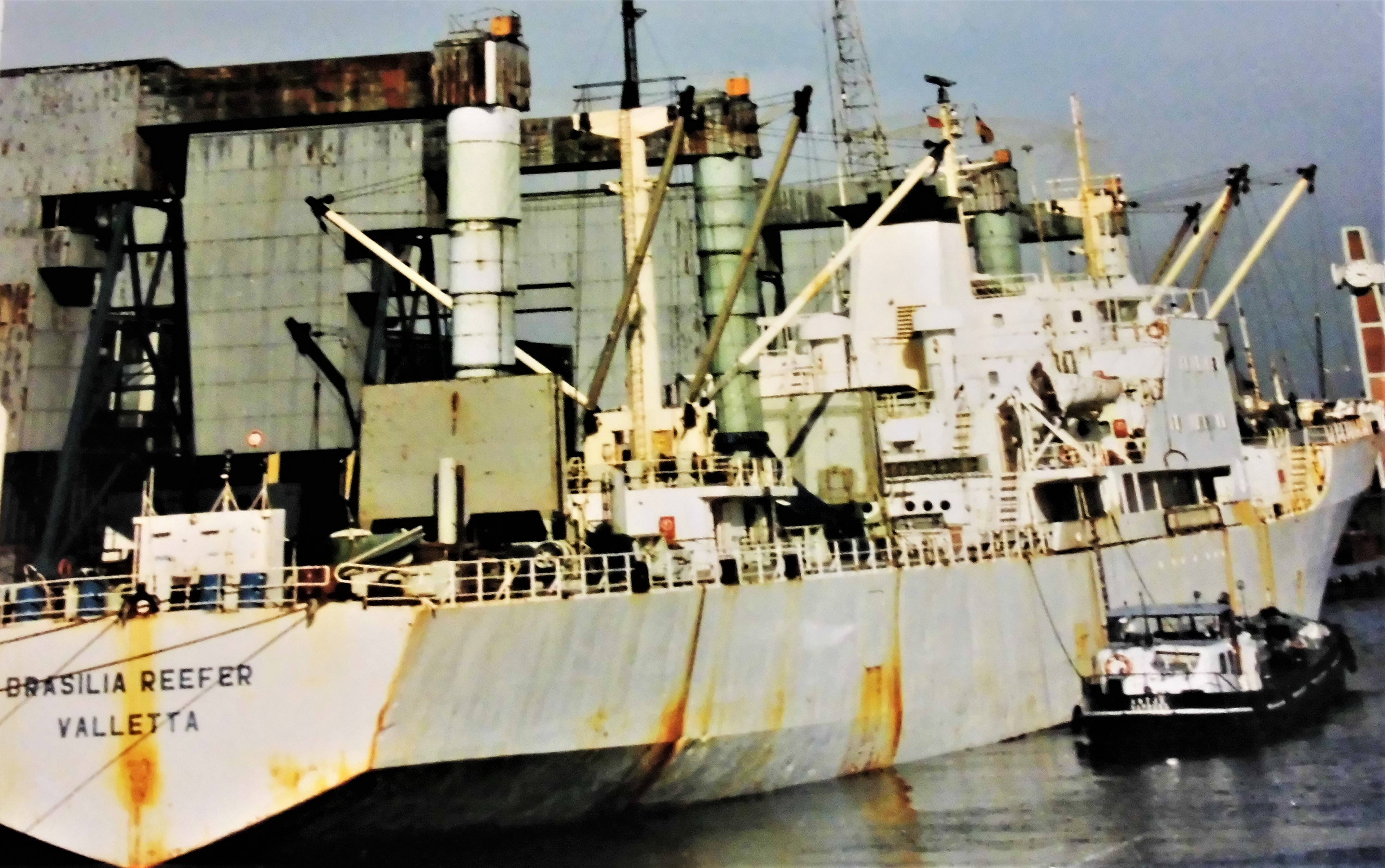
Brasilia Reefer löscht am alten Bananenschuppen